# Anthocleista scandens
Anthocleista scandens är en gentianaväxtart som beskrevs av Joseph Dalton Hooker. Anthocleista scandens ingår i släktet Anthocleista och familjen gentianaväxter. Inga underarter finns listade i Catalogue of Life.